# 貝龍卡河

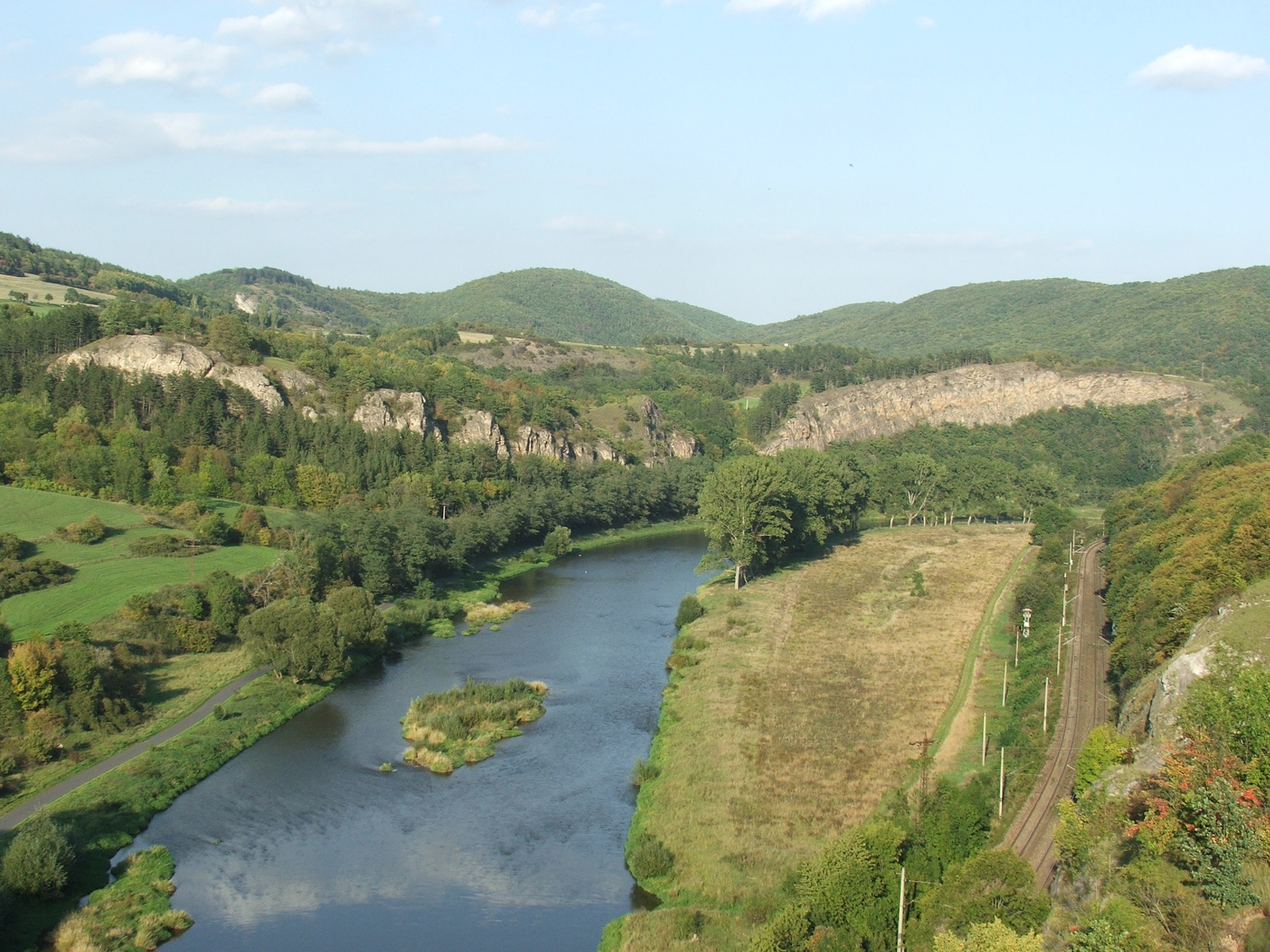

貝龍卡河是捷克的河流，位於該國西部，屬於伏爾塔瓦河的支流，由姆熱河和拉德布扎河匯流而成，河道全長139.1公里，流域面積8,861平方公里，該河是獨木舟的熱門地點。